# Station Korsze
Station Korsze is een spoorwegstation in de Poolse plaats Korsze.